# Universidad de Roskilde
La Universidad de Roskilde (en danés Roskilde Universitet) se fundó en el año 1972, y está situada en el barrio de Trekroner, a las afueras de Roskilde (Dinamarca). Es una universidad "hija" de las revueltas estudiantiles de 1968, y basa su sistema académico en el trabajo en grupo y la combinación de distintas áreas de conocimiento. Su idioma principal es el danés, aunque también se imparten algunas clases en inglés.
La Universidad tiene una cincuentena de edificios, entre los que se encuentra una biblioteca y una cantina. Entre los edificios hay jardines y algunas esculturas de piedra. También hay dos lagos por el que los estudiantes pasean en los momentos de distensión.
El logotipo de la Universidad es un coral, y, en torno a él, un lema en latín cuya traducción es En la quietud la muerte, en lo dinámico la vida. Esto va en relación con las aguas en las que habitan los corales. Cuando el agua está quieta, el coral muere, pero cuando el agua se mueve el coral no deja de oxigenarse, y sigue vivo. Así se refleja la ideología de esta universidad, basada en el trabajo en grupo, en la interdisciplinariedad, y en la interacción continua profesor-alumno.
Anejas al campus hay distintas residencias de estudiantes, como Trekroner Kollegiet, Korallen o Rockwool Kollegiet.